# Vrede van Esplechin
De Vrede van Esplechin werd gesloten op 25 september 1340 te Esplechin tussen Eduard III van Engeland en Filips VI van Frankrijk, dankzij de bemiddeling van Johanna van Valois, de zus van Filips VI en de schoonmoeder van Eduard III en de goedkeuring van Paus Benedictus XII. Een wapenstilstand van negen maand werd overeengekomen.

## Context
De vrede werd gesloten in de beginfase van de Honderdjarige Oorlog (1337-1453). Na de zeeslag bij Arnemuiden, zeeslag bij Sluis, Slag bij Sint-Omaars en het  beleg van Doornik zat Eduard III financieel aan de grond en het Engelse parlement stond op de rem. Onderhandelingen waren onvermijdelijk.